# Cesare Nembrini Pironi Gonzaga
Cesare Nembrini Pironi Gonzaga (Ancona, 27 novembre 1768 – Numana, 5 dicembre 1837) è stato un cardinale e vescovo cattolico italiano.

## Biografia
Cesare nacque ad Ancona il 27 novembre 1768, nella nobile famiglia dei marchesi Nembrini Pironi Gonzaga, figlio di Alessandro Nembrini, gentiluomo di Camera del duca di Modena, e Maria Trionfi. Il duca di Mantova Ferdinando Carlo di Gonzaga-Nevers concesse ai Nembrini il diritto di aggiungere il nome "Gonzaga" ai loro titoli.
Studiò al Collegio di Recanati e al Collegio Montalto, per poi passare all'Università di Bologna, ove ottenne il dottorato in utroque iure il 10 giugno 1791. Passò dunque alla Pontificia Accademia dei Nobili Ecclesiastici ove studiò diplomatica dal 1792 al 1796.
Presso la cattedrale di Ancona ottenne il beneficio Pironi che spettava alla sua famiglia e successivamente entrò nella prelatura romana come prelato domestico di Sua Santità prima del 7 gennaio 1797, divenendo dal 12 gennaio di quello stesso anno referendario del Tribunale della Segnatura Apostolica. Dopo l'occupazione francese di Roma, Pio VII lo nominò relatore della Sacra Consulta, il 30 ottobre 1800. Fu uno dei fondatori dell'Accademia della Religione Cattolica il 4 febbraio 1801, e dal 21 maggio 1802 sino al febbraio del 1807 divenne governatore di Ascoli.
Ordinato presbitero il 5 giugno 1803, dal 5 maggio 1807 sino al giugno del 1808 fu anche governatore di Campagna e Marittima. Si ritirò ad Ancona durante la successiva occupazione di Roma ad opera dei francesi. Dopo la restaurazione del governo pontificio, venne nominato delegato a Perugia (4 maggio 1814). Presidente della legazione di Faenza (marzo-novembre 1815), fu pro-legato in Romagna a Forlì dall'11 dicembre del 1816 sino al 1818. Chierico della Camera Apostolica, divenne prefetto degli archivi e vicario della basilica vaticana dal 1º ottobre 1817.
Eletto vescovo di Ancona il 24 maggio 1824, venne consacrato a Roma il 7 giugno di quello stesso anno dal cardinale Pietro Francesco Galleffi.
Papa Pio VIII lo elevò al rango di cardinale nel concistoro del 27 luglio 1829, consegnandogli la berretta cardinalizia tre giorni più tardi. Il 28 settembre di quello stesso anno ricevette il titolo cardinalizio di Sant'Anastasia e prese poi parte al conclave del 1830-1831 che elesse a pontefice Gregorio XVI.
Morì a Numana il 5 dicembre 1837 all'età di 69 anni, ultimo superstite delle creazioni cardinalizie di Pio VIII. La sua salma venne esposta e sepolta nella cattedrale di Ancona.

## Genealogia episcopale
La genealogia episcopale è:
- Cardinale Scipione Rebiba
- Cardinale Giulio Antonio Santorio
- Cardinale Girolamo Bernerio, O.P.
- Arcivescovo Galeazzo Sanvitale
- Cardinale Ludovico Ludovisi
- Cardinale Luigi Caetani
- Cardinale Ulderico Carpegna
- Cardinale Paluzzo Paluzzi Altieri degli Albertoni
- Papa Benedetto XIII
- Papa Benedetto XIV
- Papa Clemente XIII
- Cardinale Bernardino Giraud
- Cardinale Alessandro Mattei
- Cardinale Pietro Francesco Galleffi
- Cardinale Cesare Nembrini Pironi Gonzaga